# Медіна (округ Сапата, Техас)
Медіна (англ. Medina) — переписна місцевість (CDP) в США, в окрузі Сапата штату Техас. Населення — 3953 особи (2020).

## Географія
Медіна розташована за координатами 26°56′8″ пн. ш. 99°15′53″ зх. д. / 26.93556° пн. ш. 99.26472° зх. д. (26.935452, -99.264707).  За даними Бюро перепису населення США в 2010 році переписна місцевість мала площу 4,63 км², з яких 4,62 км² — суходіл та 0,01 км² — водойми.

## Демографія
Згідно з переписом 2010 року, у переписній місцевості мешкало 3935 осіб у 1030 домогосподарствах у складі 886 родин. Густота населення становила 851 особа/км².  Було 1231 помешкання (266/км²).
Расовий склад населення:
| - 95,5 % — білих - 0,2 % — корінних американців - 0,2 % — чорних або афроамериканців - 3,6 % — осіб інших рас |

До двох чи більше рас належало 0,5 %. Частка іспаномовних становила 97,7 % від усіх жителів.
За віковим діапазоном населення розподілялося таким чином: 41,3 % — особи молодші 18 років, 53,6 % — особи у віці 18—64 років, 5,1 % — особи у віці 65 років та старші. Медіана віку мешканця становила 22,4 року. На 100 осіб жіночої статі у переписній місцевості припадало 100,6 чоловіків;  на 100 жінок у віці від 18 років та старших — 95,1 чоловіків також старших 18 років.
Середній дохід на одне домашнє господарство  становив 31 981 долар США (медіана — 27 520), а середній дохід на одну сім'ю — 33 043 долари (медіана — 26 705). За межею бідності перебувало 60,5 % осіб, у тому числі 70,0 % дітей у віці до 18 років та 30,0 % осіб у віці 65 років та старших.
Цивільне працевлаштоване населення становило 1631 особа. Основні галузі зайнятості: освіта, охорона здоров'я та соціальна допомога — 27,5 %, сільське господарство, лісництво, риболовля — 21,6 %, будівництво — 10,4 %, мистецтво, розваги та відпочинок — 9,3 %.